# 翁同龢墓
翁同龢墓位于中国江苏省苏州常熟市虞山西麓鹁鸽峰下，为清代官员翁同龢家族墓。
建筑由墓道、石坊（1984年重建）、拜台、罗城和墓堆组成，石坊额书“翁氏新阡”，各墓单独建拜台、罗城并相互隔开，中为翁同龢祖母张氏、父翁心存与妻许氏以及长兄翁同书与妻钱氏墓（翁同龢祖父翁咸封墓另在别处），墓碑上刻“皇清诰赠光禄大夫海州学正潜虚翁公之继配诰赠一品夫人张太夫人墓 皇清诰授光禄大夫体仁阁大学士晋赠太保祀贤良祠翁文端公，诰封一品夫人晋封一品太夫人特恩赐祭赐邱许太夫人墓 皇清诰授光禄大夫安徽巡抚追赠都察院右都御使翁文勤公，诰封一品夫人晋封一品太夫人钱太夫人墓 同治十一年岁在壬申元月癸卯”（图），次兄翁同爵妻杨氏墓在其昭位（左侧，翁同爵墓另在别处），翁同龢与妻汤氏、陆氏墓在其穆位（右侧），墓碑上刻“乙山辛向兼卯酉三分 皇清诰授光禄大夫特谥文恭协办大学士户部尚书曾祖考叔平公，诰封一品夫人曾祖妣汤夫人，诰封淑人庶曾祖母陆淑人之墓 曾孙翁之廉、之循敬立”（图）。
墓地斜对过为祠堂翁氏丙舍，由翁同龢与翁同爵建于清同治十二年（1873），光绪二十四年（1898）翁同龢被开缺回籍后在其旁构建院落隐居，题名“瓶隐庐”，寓意“守口如瓶，不问政事”，大部分建筑毁于抗日战争期间，仅存厢房数间，2006年7月至2007年7月全面修复并辟为纪念馆。

## 图集
- 翁氏丙舍，侧面
- 翁氏丙舍，门屋（1949年后重建）
- 自翁氏丙舍后门远眺墓地
- 牌坊
- 翁同龢祖母张氏、翁心存与妻许氏以及翁同书与妻钱氏墓，正面
- 翁同龢祖母张氏、翁心存与妻许氏以及翁同书与妻钱氏墓，墓碑
- 翁同龢祖母张氏、翁心存与妻许氏以及翁同书与妻钱氏墓，墓碑
- 翁同龢与妻汤氏、陆氏墓，正面
- 翁同爵妻杨氏墓